# Koritno, Brežice
Koritno je naselje v Občini Brežice.